# Batracomorphus maculipennis
Batracomorphus maculipennis är en insektsart som beskrevs av Carl Stål 1870. Batracomorphus maculipennis ingår i släktet Batracomorphus och familjen dvärgstritar. Inga underarter finns listade i Catalogue of Life.